# Ptychoglossus danieli
Ptychoglossus danieli är en ödleart som beskrevs av  Harris 1994. Ptychoglossus danieli ingår i släktet Ptychoglossus och familjen Gymnophthalmidae. Inga underarter finns listade i Catalogue of Life.